# Anna Kozlova
Anna Kozlova (São Petersburgo, 30 de dezembro de 1972) é uma ex-nadadora sincronizada russa, naturalizada estadunidense, medalhista olímpica.

## Carreira
Anna Kozlova representou seu nos Jogos Olímpicos de 1992 a Equipe Unificada, e em 2000 e 2004 os Estados Unidos, ganhando a medalha de bronze por equipes, e bronze no dueto com a parceira de Alison Bartosik, em Atenas 2004. 